# Bédar
Bédar község Spanyolországban, Almería tartományban. Lakosainak száma 976 fő (2024). Bédar Sorbas, Lubrín, Antas, Los Gallardos és Turre községekkel határos.

## Népesség
A település népessége az utóbbi években az alábbiak szerint változott:
| Lakosok száma | 597  | 732  | 824  | 1014 | 1061 | 986  | 885  | 971  | 974  | 976  |
|               | 2001 | 2004 | 2006 | 2009 | 2011 | 2014 | 2016 | 2019 | 2021 | 2024 |